# Фотоколориметрија
Фотоелктрична колориметријска анализа, или кратко фотоколориметрија, јесте област оптичких метода испитивања обојених раствора, заснована на својству материје да апсорбује одређена подручја видљиве светлости и зависности те количине светлости од врсте и концентрације испитиване супстанце,при чему се детекција пропуштене светлости врши на принципу примене фотоелектричног ефекта.

## Фотоелектрична  колориметрија
Колориметријска метода анализе дели се на две области: визуелну и фотоелектричну колориметријску анализу. Инструмент се зове колориметар и може бити визуелни и фотоелектрични.
Фотоелектрични колориметар ради на принципу примене фотоелектричног ефекта, односно мерења фотострује која је сразмерна интензитету пропуштене светлости. Како Ламбер- Беров закон важи за монохроматску светлост,то кроз испитивани раствор пролази светлост која је претходно пропуштена кроз одређени „филтер“ и приближно је монохроматска.За правилан рад фотоелектричног колориметра битно је познавање  улоге и правог одабира  обојене оптичке плочице односно оптичког филтера.Филтер пропушта одређени део видљивог спектра и то део који испитивани раствор у највећој мери апсорбује.Боја филтера зато треба да буде комплементарна боји раствора (табела).

| Таласна дужина пропуштене боје (nm) | Пропуштена боја (боја раствора) | Комплементарна боја (боја филтера) |
| 400-435                             | љубичаста                       | жутозелена                         |
| 435-480                             | плава                           | жута                               |
| 480-490                             | зеленоплава                     | наранџаста                         |
| 490-500                             | плавозелена                     | црвена                             |
| 500-560                             | зелена                          | пурпурна                           |
| 560-580                             | жутозелена                      | љубичаста                          |
| 580-595                             | жута                            | плава                              |
| 595-610                             | наранџаста                      | зеленоплава                        |
| 610-750                             | црвена                          | плавозелена                        |

### Принцип рада фотоелектричног колориметра
Извор струје напаја сијалицу , чију светлост сочиво кроз прорез  усмерава на филтер . Филтер пропушта узан сноп светлосних зрака,који пролази кроз кивету са раствором  и пада на фотоћелију , а произведену струју региструје галванометар. Колориметар се укључи у извор наизменичне струје. У кивете сипамо дестиловану воду до ознаке,споља их обришемо и ставимо у  лежишта у колориметру.Ставимо одабране филтере на места предвиђена за њих.Иглу галванометра доводимо на положај 100% унутрашње трансмитивности,односно на нулу унутрашње густине трансмисије.Затим се у десну кивету сипају редом раствори познатих концентрација припремљених за израду калибрационог дијаграма и очитавају се вредности унутршње густине трансмисије. Изврши се мерење и за испитивани раствор чија је концентрација непозната. Добијени подаци се уносе у табелу.На милиметарском папиру се црта калибрациони график и помоћу њега се одреди непозната концентрација испитиваног раствора.

### Примена фотоелектричне колориметрије
Фотоелектрични колориметар нашао је примену у свим индустријским гранама, медицини, фармацији и другим областима. Најчешће се користи за одређивање садржаја Fe или NH3 у води или другим растворима који садрже Sr, Ni, Cu, Co и друге елементе који стварају обојене комплексне соли.